# Spessart (Zeitschrift)
Die Zeitschrift Spessart ist eine Kulturzeitschrift, die von Heimatforschern und Wissenschaftlern aus den Bereichen Geschichte, Kultur und Naturkunde verfasst wird.

## Überblick
Sie wurde im Jahre 1906 vom Landarzt Richard Wehsarg aus Sommerau (Eschau) zur Förderung des Tourismus, in der wirtschaftlich schwachen Spessart-Region gegründet. Die erste Ausgabe erschien im April 1906. Die Zeitschrift konnte im April 2006 mit rund 900 Heften und fast 7.000 Beiträgen ihr 100-jähriges Jubiläum begehen. Sie erscheint heute im Main-Echo-Verlag, Aschaffenburg, dem Verlag der wichtigsten Tageszeitung am Bayerischen Untermain. Sie hat eine monatliche Auflage von rund 5.000 Exemplaren, 3.200 Exemplare davon gehen an langjährige Abonnenten.

## Geschichte

Erstes Titelbild der Zeitschrift Spessart von 1906

Zu der Zeit ihrer Gründung herrschten im Spessart desolate wirtschaftliche Verhältnisse, die geprägt waren von der kargen Bodenbeschaffenheit, den kleinen Parzellen und allgemein geringen Verdienstmöglichkeiten. Der Gründer Dr. Richard Wehsarg, Arzt und Betreiber eines Sanatoriums in Sommerau,  wollte mit der Zeitschrift dem Fremdenverkehr als neuem Gewerbezweig zum Durchbruch verhelfen, indem potenziellen Besuchern die Schönheiten des Waldgebirges nähergebracht werden sollten. So konnte er für dieses Ziel hochrangige Persönlichkeiten aus Aschaffenburg und Umgebung als Autoren für das Blatt gewinnen.
Die Aktivitäten der regionalen Hauptwandervereine waren deshalb bereits in der Anfangsphase das Hauptthema der Publikation. Zielgruppenspezifisch erschien sie in den Anfangsjahren auch nur in der Reisesaison von April bis September. Im Jahre 1912 gab Wehsarg die Schriftleitung an den Lehrer Hans Rothenbach in Aschaffenburg ab. Erfolge waren bereits zu verzeichnen. So hatten sich bis zum Ersten Weltkrieg bereits mehrere Fremdenverkehrszentren im Spessart herausgebildet.
Der Erste Weltkrieg und die schwere Zeit danach sorgten für eine Zwangspause ab Juli 1914. Erst zum April 1924 konnte die Zeitschrift wieder erscheinen. Im Jahre 1930 wurde das bis dahin beibehaltene Erscheinungsbild des Titels geändert. Die im Jugendstil gehaltene Federzeichnung mit Natur- und Architekturmotiven aus dem Spessart wurde durch ein sachlicheres und monatlich wechselndes Titelbild ersetzt.
Eine bedeutende Veränderung brachte die Zeit der nationalsozialistischen Herrschaft. Im Jahr 1935 wurde die Zeitschrift auf Betreiben des Würzburger NSDAP-Gauleiters Otto Hellmuth in „Mainfranken“ umbenannt und im Sinne der Nationalsozialisten gleichgeschaltet. Sie wurde damit in den Dienst der nationalsozialistischen Propaganda gestellt. Im Jahre 1940 wurde der bekannte Schriftsteller und Dramatiker Julius Maria Becker zum Schriftleiter der Zeitschrift „Mainfranken“. Doch während des Zweiten Weltkriegs gab es andere Prioritäten. Im April 1942 erschien die Zeitschrift unter diesem Namen das letzte Mal, einfarbig und ohne Titelbild.

### 1950 bis heute
Die erste Versuchsnummer nach dem Kriege erschien im Juni 1950 unter dem alten Namen „Spessart“ im neu gegründeten Main-Echo-Verlag. Schriftleiter Bernd Opel verantwortete das Blatt von 1950 bis 1977. Danach übernahmen Ernst Pfeifer und Viktor Zeilinger die Schriftleitung. Das Blatt wurde modernisiert und redaktionell neu ausgerichtet. In den historischen Artikeln dominierte nicht mehr die Herrschaftsgeschichte, sondern zunehmend wurde die Geschichte der „kleinen Leute“, die Sozialgeschichte, thematisiert. Dadurch wurde die Zeitschrift zu einer wichtigen Quelle für die neuere Zeitgeschichte.
Im April 1980 änderte sich wieder das Erscheinungsbild. Nach 30 Jahren in schwarzweiß wurde jetzt ein grüner Schmuckbalken am oberen und unteren Rand des Titelblatts eingeführt. Im April 1995 kam schließlich das erste vierfarbige Titelbild, eine Luftaufnahme von Aschaffenburg mit Schloss Johannisburg und Mainschleife. Seit 1998 erscheint das gesamte Heft im Vierfarbdruck. Schriftleiter Klaus Eymann ist seit Januar 2001 im Amt. Im Untertitel nennt sich das Blatt jetzt „Monatszeitschrift für die Kulturlandschaft Spessart“. Auf 32 Seiten werden die redaktionellen Beiträge von Heimatforschern und Wissenschaftlern aus den Bereichen Geschichte, Kultur und Naturkunde präsentiert.